# 道の駅池田温泉
道の駅池田温泉（みちのえき いけだおんせん）は、岐阜県揖斐郡池田町片山にある岐阜県道53号岐阜関ケ原線の道の駅である。

## 施設
施設は2021年12月にリニューアルしている。また、当駅では利用客向けの記念きっぷ（有料）が販売されており、2022年開催の北京オリンピックで池田町出身の堀島行真が銅メダルを獲得したのを記念し、特製の記念きっぷが配布された（無料・数量限定）。
- 駐車場
  - 普通車：154台
  - 大型車：13台
  - 身障者用：3台
- テナント棟[1]（売店）
  - JAいび川農産物直売所
  - ひまわり
  - 自然食品 ヒダカ
  - お茶の瑞草園
  - バウムクーヘン専門店「よしや」
  - 池田温泉パン「たち川」 - 2025年7月末閉店[6]
  - 白鳥ファーム 池田温泉店
  - 1010 marche（トトマルシェ）
- テナント棟（飲食）
  - 甘味処 池田茶屋 とり沢
  - 粉もん屋 たこちゅう 池田温泉店
- こどもあそび広場
- 足湯

### 管理
- 設置・管理者：池田町[1]

## 休館日
- 年末年始（12月30日 - 1月1日）
- 毎週水曜日（祝日の場合は翌日）

## アクセス
- 岐阜県道53号岐阜関ケ原線 - 登録路線
- 岐阜県道241号大垣池田線
- 池田温泉福祉バス

## 周辺
- 池田温泉（本館・新館） - 当道の駅に隣接。